# Романтизъм
Романтизмът е интелектуално движение в живописта, музиката, поезията и въобще в културата и обществото, което се заражда от края на XVIII век в Европа и достига своя апогей в периода 1800 – 1850 г. От една страна, Романтизмът е реакция на индустриалната революция, а от друга, бунт срещу аристократичното общество и политическите норми на Просвещението и срещу научното рационализиране на природата и нейните явления. Макар и да е най-силно изразен в изобразителното изкуство, литературата и музиката, Романтизмът оказва голямо влияние и върху образованието, историографията и естествените науки. Ефектът му върху политиката е комплексен и значим; в най-силните си години, романтизмът се свързва с либерализъм и радикализъм, които в по-далечен план оказват влияние за зараждането на национализма.
Движението утвърждава силните емоции като източник на естетически опит и набляга върху емоции като страх, ужас и страхопочитание – най-вече това, с което се сблъсква човек, когато е изправен пред възвишеността на неопитомената природа и нейните изобразителни способности, които са нови естетични категории. Романтизмът издига народното творчество и древните обичаи до нещо благородно, прави спонтанността желана черта (като музикалното емпромптю) и защитава „естествената“ епистемология на човешкия живот като природно условие под формата на език и обичаи. Той отива отвъд рационалния и класическия модел, за да издигне възродената култура на средновековието. Така елементи на изобразителното изкуство и повествованието, смятани за средновековни, се възраждат в опит да се избяга от ограниченията на нарастващото население, урбанизацията и индустриализацията и да се насочи погледа към екзотичното, непознатото и към далечните модели на Рококо и европейските форми на азиатското изкуство. По този начин се цели овладяване на силата на въображението да предвижда и да се освобождава от действителността.
Въпреки че корените на движението са в немските Бурни устреми, които възхваляват интуицията и емоцията над просвещенския рационализъм, идеологиите и събитията от Френската революция са фона, на която възникват Романтизмът и Контра-просвещението. Пределите на Индустриалната революция също имат своето отражение върху Романтизма, който представлява, до голяма степен, бягство от модерната реалност; и наистина през втората половина на 19 век „Реализмът“ е противоположност на Романтизма. Романтизмът възхвалява постиженията на това, което смята за героична индивидуалност. Също така той узаконява личното въображение като критична власт, която позволява свобода от класическите понятия за форми в изкуството. Има силна насоченост към историческа и природна неизбежност в представянето на идеите.

## Определяне на Романтизма

### Основни характеристики
Определянето на Романтизма може да има за своя отправна точка важността на свободното изразяване на чувствата на артиста. Важността, която се поставя върху свободата на чувствата, е обобщена от немския художник Каспар Давид Фридрих с думите „чувството на артиста е неговият закон“. За Уърдсуърт поезията трябва да бъде „спонтанен изблик на мощни чувства“. За да изрази истински тези чувства, съдържанието на изкуството трябва да идва от въображението на артиста, с възможно най-малко „изкуствени“ правила, които да диктуват от какво трябва да е съставена творбата. Колридж не е единственият, който вярва, че има природни закони, които уреждат тези въпроси и въображението, или поне това на добрия и креативен артист, свободно и несъзнателно ще последва чрез артистичното вдъхновение. Освен правила, влиянието на други модели от други творби също би ограничило въображението на артиста, което извежда на преден план важността на оригиналността. Концепцията за гения или артиста, който може да създаде негова собствена оригинална творба посредством този процес на „създаване от нищото“ е ключът към Романтизма. Така да бъдеш производен от нещо се превръща в най-тежкия грях. Тази идея често е наричана „романтична оригиналност“.
Въпреки че не е ключово за Романтизма, силната вяра и интерес към важността на природата са толкова широко разпространени, че се превръщат в норма. Този ефект се проявява най-вече, когато артистът е сам и заобиколен от природата. За разлика от Просвещението и неговото изключително социално изкуство, Романтизмът не вярва на човешкия свят и смята, че близкия контакт с природата е душевно и морално здравословен. Романтичното изкуство се обръща към публиката си директно и лично чрез това, което е смятано за личния глас на артиста. Така в литературата „много от романтичната поезия подканва читателя да смесва образа на протагониста с този на самия поет“.
Според Исая Бърлин, Романтизмът въплъщава „нов и неспокоен дух, който буйно се опитва да взриви старите и сковани форми, енергично се занимава с непрестанно сменящите се състояния на съзнанието, мечтае за неограниченото и неопределимото, за постоянно движение и промяна в опит да се завърне към забравените източници на живот, страстно се опитва да самоизтъкне индивидуалното и колективното и търси изразни средства в безпокоен копнеж към непостижими цели“.

### Терминът
Групата думи с корен „роман“ в различни европейски езици (като „романс“ и „романика“) има сложна история, но в средата на 18 век думата „романтик“ се използвала в Англия и Франция (на английски: romantic; на френски: romantique) като прилагателно, възхваляващо природни феномени като залези. Като цяло значението се припокрива със съвременното, но без косвения сексуален елемент. Използването на термина по отношение на литературата идва от Германия, където през 90-те години на 18 век кръгът около братята Фридрих фон Шлегел и Аугуст Шлегел започва да говори за „романтична поезия“ като антипод на „класическата“, но по-скоро в духовни измерения. Фридрих Шлегел пише в своя „Диалог за поезията“ (1800): „Търся и намирам романтика сред старите модерни, у Шекспир и Сервантес, в италианската поезия, в тази епоха на рицарство, любов и легенди, от които произлизат феноменът и самата дума“. На немски и френски (както и на български) прилагателното „роман“ означава и новата литературна форма. Използването на термина не се разпространява бързо и вероятно се употребява по-широко във Франция, най-вече под влиянието на Ана Стал и нейното произведение „За Германия“ (1810/13), в което тя описва пътуванията си в Германия. В Англия Уърдсуърт пише в увода на поемите си от 1815 за „романтичната арфа“ и „класическата лира“, но през 1820 Байрон все пак пише, вероятно малко неискрено, "Разбирам, че в Германия, както и в Италия, има голям спор относно това, което наричат „Класическо“ и „Романтично“, термини, които не са предмет на класификация в Англия, поне когато аз заминах преди четири или пет години." Едва от 20-те години Романтизмът се утвърждава като име и през 1824 Френската академия предприема като цяло неефективната стъпка да издаде декрет, с който заклеймява романтичната литература.

### Периодът
Не е изненадващо, че като отрича основни принципи, Романтизмът се определя по-трудно и периодът, който се нарича „романтичен“ е с твърде широки граници в различните страни и различните изразни средства. Маргарет Драбъл пише, че в литературата заема място „приблизително от 1770 до 1848“, но се откриват и датировки от доста преди 1770. В английската литература М. Х. Ейбрамс го поставя между 1789 или 1798 (което става доста популярно мнение) и 1830, което е малко по-късно от някои други критици. В други изкуства и в други страни Романтизмът е значително по-различен; музикалният Романтизъм например като цяло се смята, че става водеща сила около 1910, но продължителният завършек на „Четири последни песни“ от Рихард Щраус се описват стилистично като „Късен романтизъм“ и са композирани през 1946 – 48. Въпреки това се приема, че като цяло романтичният период приключва около 1850 или малко по-рано.
Ранният период на романтичната ера е време на война – Френската революция (1789 – 1799) е последвана от Наполеоновите войни до 1815. Тези войни, заедно с политическите и социални вълнения, с които са придружени служат за фон на Романтизма. Основната генерация френски романтици са родени между 1795 и 1805 и са били, според Алфред де Вини, „заченати между битки и посещавали училище на барабанен фон“.

### Контекст и място в историята
Към по-точна характеристика и дефиниция на Романтизма са насочени дебатите в литературата през 20 век, но те не водят до консенсус. Като цяло се приема, че е част от Контра-просвещението, реакция срещу Ерата на разума. Връзките му с Френската революция са жизненоважни за ранния период, но и много разнопосочни в зависимост от географията и личните възприятия. За повечето романтици може да се каже, че са с широко прогресивни възгледи, но и значителен брой развиват различни консервативни идеи, а национализмът в много държави се свързва с Романтизма.

Във философията и историята на идеите Романтизмът, според Исая Бърлин, нарушава класическата западна традиция на рационалност и идеята за морални абсолюти и общоприети ценности, което довежда до „нещо като стопяване на усещането за обективна истина“ и така се свързва не само национализма, но и с фашизма и тоталитаризма и постепенно се възстановява след катарзиса на Втората световна война. За романтиците Бърлин пише: 
"в царството на етиката, политиката и естетиката от значение е автентичността и искреността в търсенето на вътрешни цели; това се отнася еднакво до индивиди и до групи – държави, нации, движения. Това е най-очевидно в естетиката на Романтизма, където идеята за вечен модел, платоновата визия за идеална красота, която артистът търси, за да пресъздаде, макар и неизбежно несъвършено, чрез четка или чрез звук е заменена от страстна вярва в духовната свобода, в личната креативност. Художникът, поетът, композиторът не държи огледало срещу природата, колкото и идеална да е тя, а я създава; той не подражава (доктрината на мимезиса), а създава не само средствата, но и самите цели, които преследва; тези цели представляват израз на неповторимостта на артиста, на вътрешната му визия, а да ги отхвърли и да отговори на изискванията на „външния“ глас – този на църквата, държавата, общественото мнение, семейните приятели, арбитрите на вкуса – е акт на предателство на това, което оправдава неговото съществуване – креативността."
Артър Лавджой се опитва да покаже трудността да се определи Романтизма в статията си „За дискриминацията на Романтизма“, част от неговите „Есета за историята на идеите“ (1948); някои учени смятат, че Романтизмът по същината си продължава в настоящето, други, като Робърт Хюз, смятат, че той е встъпителния момент на модерността, а трети като Шатобриан, Новалис и Колридж гледат на него като на начало на традицията на опълчение срещу рационализма на Просвещението (Контра-просвещение), свързано с Немския романтизъм.
Краят на романтичната ера е белязан в някои изкуства от новия стил на Реализма, който въздейства силно върху литературата (особено върху романа и драмата), живописта и дори музиката, чрез веризма. Това течение се заражда във Франция с Балзак и Флобер в литературата и Курбе в живописта; Стендал и Гоя също са важни предшественици на Реализма. Въпреки това романтичните стилове, сега представляващи установени и безопасни стилове, срещу които Реализмът се бунтува, продължават да процъфтяват в различни области до края на века и след това. В музиката такива творби след 1850 са смятани от някои автори за „Късен романтизъм“, а от други за „Неоромантизъм“ или „Постромантизъм“, но останалите изкуства обикновено не използват тези термини; в английската литература и живопис с удобния термин „викториански“ избягва характеризиране на периода.
В Северна Европа ранният романтичен оптимизъм и вярата, че светът е в процес на голяма промяна и напредък до голяма степен изчезват и някак изкуството става политизирано и полемизирано след като създателите му започват спор със света. На други места, включително по много различен начин в САЩ и Русия, чувството, че голямата промяна е в ход или идва още се среща. Проявите на наситена емоция в изкуството остават на преден план, както например екзотичните и историческите тематики, въведени от романтиците, но експериментирането с формата и техниката като цяло намалява и често се заменя с педантична техника, като например в поемите на лорд Тенисън или в много картини. Ако не реалистичен, то краят на 19 век е поне изключително детайлен и на почит излиза добавянето на автентични детайли по начин, по който ранните романтици нямат възражения. Много от идеите на Романтизма за природата, целта на изкуството и най-вече за важността на оригиналността запазват значението си за следващите поколения и често стоят в основата на модерни виждания.

## Романтична литература
Виж също Романтична поезия
В литературата на романтизма се откриват повтарящи се теми като събуждане от или критика на миналото, като култа към „чувствителността“ с неговото наблягане върху жените и децата, горичната изолация на артиста или разказвача и почит към новата, по-дива, неопитомена и „чиста“ природа. Няколко романтични автори като Едгар Алан По и Натаниел Хоторн базират творбите си на свръхестественото и окултното и на човешката психология. Романтизмът има тенденция да смята сатирата за нещо незаслужаващо сериозно внимание, предразсъдък, който има влияние и днес.
Предвестниците на Романтизма в английската поезия датират още от първата половина на 18 век и включва фигури като Джоузеф Уортън (ректор на колежа Уйнчестър) и неговия брат Томас Уортън, професор по поезия в Оксфорд. Джоузеф смята, че изобретателсността и въображението са водещи качества за поета. Томас Чатъртън е смятан за първия романтичен англоезичен поет. Шотландският поет Джеймс Макфърсън повлиява на ранното развитие на Романтизма с международния успех на своя цикъл за Осиан (1762), който вдъхновява Гьоте и младия Уолтър Скот. В творбите на Чатъртън и Макфърсън има елемент на измама, тъй като авторите заявяват, че това е по-ранна литература, която те са открили или компилирали, а всъщност творбите са изцяло техни. Готическият роман, водещ началото си от „Замъкът Отранто“ (1764) от Хорас Уолпоул, е важен предшественик на Романтизма с очарователните ужас и заплаха и екзотичните картини, които в случая на Уолпоул съвпадат с ролята му в ранното възраждане на готическата архитектура. „Животът и възгледите на Тристрам Шанди, господа“, роман от Лорънс Стърн, представя на английското общество капризна версия на нерационален сантиментален роман.

### Германия
Ранното немско влияние идва от Гьоте, чийто роман „Страданията на младия Вертер“ (1774) разказва за млад артист с чувствителен и страстен темперамент. По това време Германия представлява многобройни малки държави и творбите на Гьоте имат плодотворно влияние в създаването на обединяващо усещане за единна нация.
Друго философско влияние идва от немския идеализъм на Фихте и Шелинг, които правят Йена (където живее Фихте, а също и Хегел, Шилер и братята Шлегел) център на ранния Немски романтизъм. Важни писатели са Лудвиг Тик, Новалис („Хайнрих фон Офтердинген“, 1799), Хайнрих фон Клайст и Фридрих Хьолдерлин. Впоследствие Хайделберг става средище на Немския романтизъм, където често се срещат литературни кръгове, в които участват писатели и поети като Клеменс Брентано, Ахим фон Арним и Йозеф фон Айхендорф.
Важни мотиви в Немския романтизъм са пътуването, природата и немската митология. Творбите на по-късните немски романтици, като „Пясъчния човек“ (1817) от Е.Т.А. Хофман и „Мраморната статуя“ (1819) от Айхендорф, са с по-мрачни мотиви и готически елементи. Значението за Романтизма на детската невинност, важността на въображението и расовите теории са смесени, за да доведат до невиждано дотогава устно народно творчество, некласическа митология и детска литература из цяла Германия. Бертано и фон Арним са значими литературни фигури, които през 1806 – 08 заедно публикуват "Вълшебният рог на момчето (или корнукопия) – сборник с народни приказки. Първият сборник с приказки на братя Грим „Детски и семейни приказки“ е публикуван през 1812. За разлика от много по-късните творби на Андерсен, който публикува собствени приказки на датски от 1835, тези немски приказки са главно базирани на събрани народни приказки и Грим остават верни на стила си от ранните издания, въпреки че преработват някои части. Един от братята, Якоб, публикува обширната академична работа „Немска митология“ (1835).

### Англия
В английската литература групата поети, днес смятани за ключови за романтичното движение включва Уилям Уърдсуърт, Самюъл Тейлър Колридж, Джон Кийтс, Мери Шели, Пърси Биш Шели и много по-стария от тях Уилям Блейк, последвани по-късно от изолирания Джон Клер. Публикацията през 1798 на „Лирически балади“, съдържаща едни от най-добрите поеми на Уърдсуърт и Колридж, често се сочи като начало на движението. Повечето от поемите са на Уърдсуърт и са посветени на живота на бедните в родния му Лейк Дистрикт или на чувствата на поета към природата, които той развива по-пълно в поемата си „Прелюдията“, която не е публикувана приживе на поета. Най-дългата поема в сборника е „Балада за стария моряк“ от Колридж, която показва готическата страна на Английския романтизъм и екзотичните картини, които много творби включват. През периода, в който пишат Езерните поети са смятани за маргинална група от радикали, въпреки че ги подкрепя критикът Уилям Хазлит.
За разлика от тях лорд Байрон и Уолтър Скот постигат огромен успех в Европа с творби, изследващи насилието и драмата в екзотични и исторически сюжети; Гьоте нарича Байрон „несъмнено най-големия гений на нашия век“. Скот постига моментален успех с дългата си наративна поема „Песента на последния менестрел“ (1805), последвана от епическата „Мармион“ (1808). И в двете действието се развива в далечното шотландско минало. Байрон има сходен успех с първата част на „Странстванията на Чайлд Харолд“ (1812), последвана от четири „Турски приказки“ във формата на дълги поеми, започващи с „Гяур“ (1813) почерпена от неговите пътувания из Европа, достигнали до Османската империя, съдържащи ориентализирани стихове на готически теми. Те включват различни варианти на байроновия герой и на собствения му живот в по-късните версии. Междувременно Скот създава историческия романи, започвайки с „Уейвърли“ (1814), чийто сюжет е разположен през 1745, по време на якобинските бунтове, който пожънват огромен и изключително доходоносен успех. Следват 20 романа за Уейвърли, издавани в продължение на 17 години, като историята се връща назад до кръстоносните походи, който Скот проучва задълбочено до степен, която е нова за литературата.
За разлика от Германия, Романтизмът в английската литература има слаба връзка с национализма и на романтиците често се гледа с подозрение заради симпатията им към идеалите на Френската революция, чийто колапс и замяна с наполеоновата диктатура е удар за движението. Въпреки че романите му възхваляват шотландската идентичност и история, Скот е убеден юнионист.
През 1816 група артисти се събира на почивка край Женевското езеро и по време на тази почивка Мери Шели написва влиятелния роман „Франкенщайн“, а докторът на Байрон Джон Уилям Полидори написва разказа „Вампирът“. Поемите на шотландеца Робърт Бърнс и на ирландеца Томас Мор повлияват по различен начин на страните си и на романтичния интерес към народната литература, но нито един от двамата нямат напълно романтичен подход в живота или в творбите си.
Байрон днес е ценен най-много заради кратките си поеми и заради като цяло неромантичната си проза (особено писмата му) и влиятелната си сатира „Дон Жуан“. За разлика от много романтици животът на Байрон съвпада с творчеството му и смъртта му през 1824 от болест по време на участието му в Гръцката война за независимост се смята от разстоянието на времето за край на Романтизма. Кийт (1821) и Шели (1822) умират в Италия, а почти 70-годишният Блейк (1827) и Колридж спират да пишат през 1820-те. Около 1820 Уърдсърт е уважаван и високо ценен, става държавен синекурист, но пише сравнително малко. В дискусията за английската литература, като край романтичния период се сочат 20-те години или дори малко по-рано, въпреки че много автори от последващите десетилетия са не по-малко предани на романтичните идеали.
Най-значимият романист на Англия през романтичната ера, освен Уолтър Скот, е Джейн Остин, чийто консервативен мироглед има малко общи черти с този на нейните романтичните съвременници. Тя запазва вярата си в благоприличието и социалните норми, въпреки че критиците забелязват противоречия под повърхността на някои от нейните творби, най-вече в „Менсфийлд парк“ (1814) и „Доводите на разума“ (1817). Към средата на века безспорно романтичните Шарлот, Емили и Ан Бронте създават своите романи, най-известни от които са „Джейн Еър“ на Шарлот и „Брулени хълмове“ на Емили, публикувани през 1847.
Байрон, Кийтс и Шели пишат и за театралната сцена, но с малък успех в Англия, като „Ченчи“ на Шели вероятно е най-добрата творба, но въпреки това не се играе в английските театри до един век след смъртта на автора си. Пиесите на Байрон и драматизациите на неговите поеми заедно с романите на Скот са много по-популярни на континента и особено във Франция. Някои от тях са превърнати в опери, а много се играят и до днес. Ако съвременните поети имат малък успех на сцената, романтичният период е легендарен заради изпълненията на шекспировите пиеси и води до възстановяване на оригиналните му текстове и премахване на Августовите „подобрения“. Най-големият актьор в този период, Едмънд Кийн, възвръща трагичния край на „Крал Лир“. Колридж казва „Да го видиш как играе е като да четеш Шекспир на светлината на светкавица“.

### Франция
Романтизмът се развива сравнително късно във френската литература. Предшествениците му от 18 век като култа към чувствителността се свързва със Стария ред, а Френската революция е вдъхновение повече за чуждестранните автори, отколкото за тези, които го изживяват лично. Първата голяма романтична фигура във Франция е Франсоа Рене дьо Шатобриан – дребен аристократ, които оставя роялист по време на революцията и се завръща в родината си след изгнание в Англия и Америка след управлението на Наполеон, с чийто режим е в остри отношения. Творбите му се занимават и с фикцията, (като например най-влиятелната му новела написана в изгнание, „Рене“ (1802), която напомня за отчуждения байронов герой), но най-вече със съвременна история и политика, с пътуванията, защита на религията и средновековния дух („Геният на християнството“ 1802). През 30-те и 40-те години написва огромната си автобиография „Спомени от отвъдното“.
След Реставрацията Френският романтизъм се развива в жизнения парижки театър, с постановки на Шекспир, Шилер (ключов автор за Френския романтизъм) и адаптации на Скот и Байрон, както и на френски автори, някои от които започват да пишат в края на 20-те години. Оразуват се клики от поддръжници и противници на Романтизма и често представленията са съпъствани от груби възгласи от двете страни, сред които е известната реплика от 1822 "Шекспир е адютант на Уелингтън. Александър Дюма-баща започва като драматург с поредица успехи, започващи с „Анри III и неговото сърце“ (1829), след което се обръща към романа, където създава предимно исторически приключенски произведения, по подобие на Скот, като най-известни са „Тримата мускетари“ и „Граф Монте Кристо“ и двета издадени през 1844. Виктор Юго започва кариерата си като поет през 20-те, преди да пожъне успех с „Ернани“ – историческа драма в квази-шекспиров стил, която има запомнени размирни представления. Също като Дюма и той е известен най-вече с романите си, като може би най-известният от тях е „Парижката Света Богородица“ (1831). Въведението към непредставената му пиеса „Кромуел“ се превръща във важен манифест за Френския романтизъм, в който той заявява, че „няма правила или модели“. Кариерата на Проспер Мериме има сходен сюжет; днес е най-известен като създател на историята на „Кармен“. Алфред дьо Вини остава известен като драматург с пиесата си за живота на английския поет „Чатъртън“.
Сред френските романтични поети от 30-те до 50-те са Алфред дьо Мюсе, Жерар дьо Нервал, Алфонс дьо Ламартин и цветистият Теофил Готие, който допринася изключително много в различни форми до смъртта си през 1872. Жорж Санд поема ролята на Ана Стал като водеща жена писател център на парижките литературни кръгове, известна заради романите си и връзката си с Шопен и други.
Стендал днес е вероятно най-ценения френски романист от този период, който има сложна връзка с Романтизма. Отличително при него е психологическото проникване в образите и реализмът – качества рядко срещани в романтичната фикция. Като един от оцелелите от войната с Русия през 1812, фантазиите за героизъм и приключение не го привличат и подобно на Гоя той често е смятан за предвестник на Реализма. Най-важните му творби са „Червено и черно“ (1830) и „Пармският манстир“ (1839).

### Русия
Ранният Руски романтизъм е свръзан с писателите Константин Батюшков („Видение на брега на Лета“, 1809), Василий Жуковски („Бардът“, 1811; „Светлана“, 1813) и Николай Карамзин („Бедната Лиза“, 1792; „Юлия“, 1796; „Марта кметицата“, 1802; „Чувствителни и хладни“, 1803). Въпреки това символът на Руския романтизъм е Александър Пушкин („Кавказки пленник“, 1820 – 21; „Братя разбойници“, 1822; „Руслан и Людмила“, 1820; „Евгений Онегин“, 1825 – 37). Неговите творби повлияват на много писатели от 19 век и му създават славата на най-великия руски поет. Други руски поети са Михаил Лермонтов („Герой на нашето време“, 1839), Фьодор Тютчев („Silentium!“, 1830), Евгений Баратински („Еда“, 1826), Антон Делвиг и Вилхелм Кюхелбекер.
Силно повлиян от Байрон, Лермонтов изучава романтичното наблягане на метафизическото неодобрение на обществото и Аз-а, докато поемите Тютчев често описват природни или любовни сцени. Последният работи често с категории като нощ и ден, север и юг, сън и реалност, космос и хаос, „зима“ за замрелия живот и „лято“ за жизнерадостния. Стилът на Баратински е класически по природа и се основава на моделите от предишния век.

### Католическа Европа
В повечето римокатолически държави Романтизмът е по-слабо изразен от колкото в Германи и Британия и се развива по-късно, след възхода на Наполеон; често началото му се свързва с публикациите първите поеми на Адам Мицкевич през 1822, а краят с краха на Януарския бунт срещу руснаците през 1863. Много силен аспект на Полския романтизъм е връзката и вдъхновението от полската история. Той възражда старите сарматистки традиции сред полските благородници. Старите традиции и обичаи са съживени и представени в положителна светлина в полското месианско движение и в творбите на големите полски поети като Мицкевич („Пан Тадеуш“, 1834), Юлиуш Словацки и Зигмунт Крашински и писатели (Хенрик Сенкевич и неговата трилогия – „С огън и меч“, (1884); „Потоп“ (1886) и „Пан Володиовски“ (1888)). Тази връзка между Полския романтизъм и полската история стават определящо качество на литературата от този период, което го отличава от този в други държави, които не страдат от загуба на държавността като Полша.
Романтизмът в Испания развива добре известна литература с голям брой разнообразни поети и драматурзи. Най-важният испански поет от това движени е Хосе де Еспронседа. След него идват други като Густаво Адолфо Бекер, Мариано Хосе де Лара и драматургът Хосе Зорила, автор на „Дон Хуан Тенорио“. Преди тях следва да бъдат споменати пред-романтиците Хосе Кадалсо и Мануел Хосе Кинтана. Пиесите на Антонио Гарсия Гутиерез са адаптирани за оперите на Верди „Трубадур“ и „Симон Боканегра“. Испанският Романтизъм повлиява и на регионалната литература. Например в Каталония и Галисия има растеж на броя на писателите, използващи местни езици като каталанеца Жасинт Вердагер и галицииката Росалия де Кастро, които са основни фигури на съответните националните възродителни движения.
Съвременната португалска поезия развива характеристиките си от творбите на романтичния си образец Алмейда Гарет – изключително плодовит писател, който помага да се оформи жанра чрез шедьовъра си „Паднали листа“ (Folhas Caídas, 1853). Това късно проявление на истински личен романтичен стил се проточва до началото на 20 век, чрез поети като Чезарио Верде и Антонио Нобре. Въпреки това ранни форми на Португалски романтизъм се откриват още при Мануел Мария Барбоса ду Бокаже, особено в сонетите му от края на 18 век.

#### Латинска Америка
В Латинска Америка Романтизмът е силно повлиян от Естебан Ечеверия, който пише през 30-те и 40-те. Творбите му са повлияни от омразата му към аржентинския диктатор Хуан Мануел де Росас и са доминирани от кръв и насилие, като често използва метафората за кланница, за да изобрази насилието по време на диктатурата му.
Бразилският Романтизъм се характеризира и разделя на три периода. Първият е съсредоточен върху създаването на чувство за национална идентичност и използването на идеала за героичния индианец. Някои примери са Жузе ди Аленкар, който написва „Ирацема“ и „Гуарани“ и Гонсалвес Диас, известен с поемата „Песен за изгнанието“. Вторият период е наричан понякога Ултра Романтизъм и се отличава с влиянието на европейските теми и традиции, включва меланхолията, тъгата и отчаянието, свързани с непостижимата любов. Гьоте и Байрон са често цитирани в тези творби. Третият етап е белязан от социалната поезия и най-вече от аболюционисткото движение; най-големият писател от този период е Кастру Алвис.

### Северна Америка
В САЩ романтичната готическа литература прави ранен дебют в лицето на Уошингтън Ървинг и неговите „Легенда за Сънната долина“ (1820) и „Рип ван Уинкъл“ (1819), последвани от „Истории за Кожения чорап“ (1823) на Джеймс Фенимор Купър. При тях се набляга на героичната простота и на пламенните описания на екзотично митологизираните предели на страната, населявани от „благородни диваци“, наподобяващи философските теории на Русо, пример за които е Ункас от „Последният мохикан“. Страшните разказите на Едгар Алан По и баладичните му поеми са по-влиятелни във Франция отколкото в родината му. Романтичният американски роман се развива напълно благодарение на атмосферата и мелодрамата на „Алената буква“ (1850) на Натаниел Хоторн. У последващите писатели-трансценденталисти като Хенри Дейвид Торо и Ралф Уолдо Емерсън също се забелязват елементи на влиянието и въображението му, както при романтичния реализъм на Уолт Уитман. Поезията на Емили Дикинсън (почти неизвеста приживе на писателката) и романа на Херман Мелвил „Моби Дик“ могат да бъдат взети за образци на американската романтична литература. Въпреки това, до 80-те години психологическият и социалният реализъм се борят с Романтизма в романа.

#### Влияние на Европейския романтизъм върху Американския
Европейското романтично движение достига Америка в началото на 19 век. Американският Романтизъм е толкова разнолик и индивидуалистичен, колкото и европейският. Също като европейците, американските романтици демонстрират високо ниво на морален ентусиазъм, посвещаване на индивидуализма и на развиване на личността, наблягане на интуитивното възприятие. Развито е и разбирането, че природният свят е добър по своята същност, докато човешкото общество е изпълнено с корупция.
Романтизмът става популярен в американската политика, философия и изкуство. Движението откликва на революционния дух на Америка, както и на тези, които желаят да се освободят от религиозните традиции на ранните заселници. Романтиците отхвърлят рационализма и религиозния интелект. Приляга много добре на противниците на Калвинизъм|Калвинизма, който включва вярването, че съдбата на всеки човек е предопределена. Романтичното движение дава тласък на Трансцендентализма в Нова Англия, който показва малкото ограничения в отношенията между Господ и вселената. Новата философия представя връзката между индивида и Господ като по-лична и интимна. Трансцендентализма и Романтизма се смесват в американското съзнание, тъй като и двете движения дават предимство на чувствата над разума, на индивидуалната свобода за изразяване над ограниченията на традициите и обичаите. Често се вижда и възторжено отношение към природата. Това окуражава отхвърлянето на суровия и строг Калвинизъм и обещава нов разцвет на американската култура.
Американският Романтизъм приема радушно индивида и се бунтува срещу затвореността на неокласицизма и религиозните традиции. Романтичното движение в Америка създава нов литературен жанр, който продължава да оказва влияние върху американските писатели. Романите, разказите и поемите заменят проповедите и менифестите на миналото. Романтичната литература е лична, наситена и изобразява повече емоция, от колкото някой е правил преди това в неокласическата литература. Американските размишления за свободата стават огормен източник на мотивация за романтичните писатели, тъй като много от тях за очаровани от свободното изразяване и емоция без да се страхуват от присмех и полемика. Освен това те влагат повече усилия в психологическото развитие на героите си и главните от тях обикновено показват изключителна чувствителност и въодушевление.
Творбите от романтичната епоха се различават и от предхождащите ги творби по това, че са обърнати към широката публика, което от части е причинено от по-широкото разпространение на книги поради спада в цената им през този период. Романтизмът представя и много нови автори жени и читателки.

## Романтизмът в изобразителните изкуства
Виж също „Неоготика“
- В изобразителното изкуство Романтизмът се проявява първо в готическата архитектура и в пейзажната живопис, където от началото на 1760-те британските художници започват да се обръщат към по-диви пейзажи и бури. Каспар Давид Фридрих (р. 1774) и Джоузеф Търнър (р. 1775) отвеждат съответно немския и английския пейзаж в крайностите на Романтизма, но и двамата се оформят като художници, когато вече съществува силно романтично влияние в изкуството. Джон Констабъл (р. 1776) остава близо до английската пейзажна традиция, но в най-голямата от „шест-футовите“ си картини той се застъпва за героичния статус на работещите в провинцията, където той е израснал – това е предизвикателство към установената йерархия на жанровете, която отделя ниско ниво на пейзажа. Търнър също рисува много големи пейзажи и най-вече морски пейзажи, някои от които в съвременна обстановка и в стафаж (природни сцени, в които присъстват човешки фигури, но те не са главния предмет на изобразяване), но други с малки фигури, които превръщат творбата в историческа живопис, по подобие на Клод Лорен и на Салватор Роса – късен бароков художник, чийто пейзажи имат елементи, към които романтичните творци се връщат отново и отново. Фридрих често използва единични самотни фигури или предмети като кръстове, поставени сами насред огромен пейзаж, което ги „прави фигури на преходността на човешкия живот и на предчувствието за смъртта“.

- Други артисти изразяват чувства, граничещи с мистичното, много от които отричат класическото рисуване и пропорции. Сред тях са Уилям Блейк и Самюъл Палмър и другите членове на Древните в Англия и Филип Ото Рунге в Германия. Също като Фридрих, нито един от тези художници няма значително влияние за 19 век след смъртта си, но са преоткрити през 20 век, въпреки че Блейк е бил винаги популярен като поет, а водещият норвежки художник Юхан Дал е силно повлиян от Фридрих. Базираните в Рим Назарени поемат по различен път и се концентрират върху средновековността в историческата живопис с религиозни и националистически теми.

- Романтизмът във френското изкуство е забавен от силно поддържания в академиите Неокласицизъм, но от наполеоновия период става все по-популярен, първоначално под формата на историческа живопис, която пропагандира новия режим. От тези произведения едно от най-ранните и известните е „Осиан“ на Ан-Луи Жироде, за която получава Духът на френските герои. Учителят на Жироде Жак-Луи Давид е озадачен и разочарован от посоката, в която ученикът му се е насочил и казва „Или Жироде е луд, или аз вече не разбирам нищо от изкуството да се рисува“. Новото поколение френски художници развива свои романтичен стил, въпреки че все още се концентрира върху историческата живопис с политическо послание. Теодор Жерико постига първия си успех на Парижкия салон през 1812 с „Атакуващият хусар“, представящ георична военна фигура заимствана от Рубенс. Следващата му голяма творба "Потъването на „Медуза“" (1821) става най-голямото постижение на романтичната историческа живопис, която във времето на създаването си има силно антиправителствено послание.

Йожен Дьолакроа постига първите си успехи в Салона с „Барката на Данте“ (1822), „Клането в Хиос“ (1824) и „Смъртта на Сарданапал“ (1827). Втората представя сцена от Гръцката война за независимост и е завършена в годината, в която Байрон умира там, а последната е от сцена от пиеса на Байрон. Заедно с Шекспир, Байрон създава материал за много други творби на Дьолакроа, който също прекарва много време в северна Африка, рисувайки арабските войни. Неговата „Свободата води народа“ (1830) остава и до днес, заедно с „Медуза“ една от най-известните творби на Френския романтизъм. И двете отразяват скорошно събития и превръщат историческата живопис в истинско, реално изображение на историята, а не на сцени от митологията или религията.
- Франсиско Гоя днес е смятан за най-великия художник на Романтизма, „последният голям художник, в чието изкуство мисълта и наблюдението са балансирани и съчетани във формата на безупречно единство“. Но въпросът доколко той е романтик е изключително сложен; в Испания има борба за въвеждане на идеалите на Просвещението, в който сблъсък Гоя се вижда като участник. Демоничните и антирационални чудовища в неговото въображение само на повърхността наподобяват готическите фантазии на Северна Европа и в много отношения той остава обвързан с класицизма и реализма от своето обучение и гледа напред към реализма на късния 19 век. Но той, повече от всеки друг от този период, въплъщава романтичните идеали на изразяване на чувствата и на личния въображаем свят. Гойя споделя с много романтици и по-свободното отношение към употребата на боите, наблягайки на новите техника на удари с четката и импасо.

- Скулптурата остава като цяло неотзивчива на Романтизма, вероятно отчасти поради технически причини, тъй като най-престижният материал по това време, мраморът, не се поддава на разтегливи техники. Водещите скулптори в Европа като Антонио Канова и Бертел Торвалдсен се установяват в Рим и са твърди неокласици, които въобще не са изкушени да допуснат влияние от средновековната скулптура, което е един от възможните подходи към романтичната скулптура. Когато все пак тя се развива, романтичната скулптура странно отсъства от Германия и намира прием основно във Франция, където работят Давид д'Анже и Франсоа Рюд, който става известен с групата си от 1830-те от Триумфалната арка.

- Във Франция историческата живопис, изобразяваща идеализирани средновековни и ренесансови теми е известно като стил Трубадур – термин, на който липсва еквивалент в останалите страни, въпреки че същите тенденции се проявяват и там. В този стил работят Дьолакроа, Жан Огюст Доминик Енгър и Ричард Паркс Бонингтън, както и не такива специалисти като например Пиер Ревоа и Франсоа Фльори-Ришар. Техните картини често са малки и представят лични или комични моменти, както и такива наситени с много драматизъм. Животът на велики художници като Рафаел е почетен от всички. Изобразяват се и измислени герои. „Плачещата за съпруга си Валентина от Милано“ от Фльори-Ришар, изложена в Салона през 1802, оповестява възникването на нов стил, който трае до средата на века, когато е включен към нарастващо академичната историческа живопис от художници като Пол Деларош.

Друго течение представя големи апокалиптични картини, често комбинирайки естествени събития или божествен гняв с човешки бедствия. Появяват се много опити да бъде надмината "Потъването на „Медуза“. Водещият английски художник в този стил е Джон Мартин, чийто тънки фигури са смалени от огромните земетресения и бури и му проправят път към библейските бедствия и тези от Второто пришествие. Други творби, включително „Смъртта на Сарднапал“, представят големи фигури, като художниците са силно повлияни от по-ранни артисти, особено от Никола Пусен и Рубенс и съдържат наситена емоционалност и специални ефекти.
- В останалата част от Европа водещите артисти също възприемат романтичните стилове: в Русия работят портретистите Орест Кипренски и Василий Тропинин, а Иван Айвазовски специализира в морските пейзажи, а в Норвегия Ханс Гуде рисува сцени с фиорди. В Италия Франческо Айец е водещия художник от средата на 19 век в Милано. Дългата му, плодотворна и изключително успешна кариера започва като неокласически художник, минава през романтичен период и приключва като сантиментален портретист на млади жени. Романтичният му период включва много исторически платна в стил Трубадур, но в прекалено големи размери, които платна са силно повлияни от Джовани Батиста Тиеполо и други късни италиански барокови майстори.

- Романтизмът има свой двойник в американските изобразителни изкуства, най-вече в екзалтацията от американския пейзаж, която се открива в творбите на художниците от Хъдсън ривър. Артисти като Томас Коул, Алберт Бийрщат и Фредерик Едуин Чърч и други често изразяват романтични теми в платната си. Понякога изобразяват и антични руини от стария свят, като в „Изгрев с Сирия“ на Чърч. Тези творби отразяват готическото чувство за смърт и забрава. Те показват и романтичния идеал, че Природата е могъща и в крайна сметка ще надвие преходните човешки творения. По-често те рисуват, за да се отграничат от европейските си колеги като показват американски сцени и пейзажи. Тази идея за американска идентичност в изкуството е отразена в поемата на Уилям Кълън Брайнт „На Коул – художникът, отдалечил се от Европа“, в която Брайнт насърчава Коул да се припомни въздействащите сцени, които могат да се видят само в Америка.

Някои американски картини прокарват идеята за „благородния дивак“ (като „Връх Лендър, Скалистите планини“ на Бийрщат) като изобразяват идеализиран коренни жители на Америка, които живеят в хармония в естествения свят. Картините на Томас Коул се насочват към алегорията, което се вижда най-силно в поредицата „Пътешествието на живота“, в която са изобразени етапите на живота насред прекрасна и необхватна природа.
- „Трети май 1808 година в Мадрид“ (1814), Франсиско Гоя
- "Потъването на „Медуза“ (1819), Теодор Жерико
- „Свободата води народа“ (1830), Йожен Дьолакроа
- „Темерер на буксир към последния пристан“ (1839), Джоузеф Търнър
- „Детство“ (1842), Томас Коул
- „Възходът на Албион“ (1794 – 5), Уилям Блейк
- Луи Жанмо от серията си „Поема за душата“ (преди 1854)
- „Старост“ (1842), Томас Коул
- "Бригът „Меркурий“ след победа над два турски кораба" (1848), Иван Айвазовски
- „Деветият вал“ (1850), Иван Айвазовски
- „Унищожението на Помпей и Херкулан“ (ок. 1821), Джон Мартин
- „Пирът на Балтазар“ (1820), Джон Мартин

## Романтизмът и музиката
Виж също „Музика на романтизма“
Музикалният Романтизъм е предимно немски феномен – до толкова, че един френски труд го определя като „Ролята на музиката в естетиката на немския романтизъм“. Друга френска енциклопедия поддържа, че немското звучене като цяло се определя от „дълбоко и разнообразно действие на романтизма върху немските музиканти“ и има само един истински представител на Романтизма във френската музика, Ектор Берлиоз, докато в Италия единственото голямо име на романтичната музика е Джузепе Верди, който е „като опера от Юго, надарена с истински гениален драматичен ефект“. Въпреки това голямата популярност на немската романтична музика води „независимо поради подражание или като реакция“ до налагане на националистична мода сред полските, унгарските, руските, чешките и скандинавските музиканти, успешни „може би повече заради около-музикалните си черти, отколкото заради истинската стойност на музикалните произведения“.
Въпреки че терминът „Романтизъм“, когато се свързва с музиката се отнася в периода от около 1800 до 1850 или дори до 1900, съвременното приложение на прилагателното „романтична“ не съвпада с тази модерна интерпретация. Наистина един от най-ранните случаи на употреба на думата е от 1789 в „Мемоари“ на Андре Гретри. Това е от особен интерес, защото източникът е френски, а се отнася за материя, доминирана от немци. От друга страна това изрично признава значението на Жан-Жак Русо (който е и композитор) и по този начин установява връзка с едно от основните влияния в романтичното движение като цяло. През 1810 Е.Т.А. Хофман нарича Моцарт, Хайдн и Бетховен „тримата майстори на инструменталната композиция“, в които „живее един и същ романтичен дух“. Той оправдава това на основата на дълбокото емоционално изразяване на тези композитори и на подчертаната им индивидуалност. В музиката на Хайдн, според Хофман, преобладава ясна и ведра диспозиция, подобна на детска, докато Моцарт (в късната Симфония № 39, например) „ни води в дълбините на духовния свят“ с елементи на страх, любов и тъга, „предчувствие за безкрайното... във вечния танц на планетите“. Музиката на Бетховен, от друга страна, създава чувство за „грамадност и неизмеримост“, с болката на безкрайния копнеж, който „ще пръсне гърдите ни в пълно съгласие с всички страсти“. Това издигане на ценността на чистата емоция се проявява като издигане на музиката от подчинената позиция, която има в сравнение с вокалните и пластичните изкуства от времето на Просвещението. В началото е широко прието мнението, че музиката е свободна от ограниченията на разума, въображението или на всяка дуга оценъчна концепция, след което първо в творбите на Вилхелм Вакенродер и Лудвиг Тик, а след това и при писатели като Шелинг и Вагнер, започва да се проявява като превъзхождаща останалите изкуства, като това, което най-добре изразява тайните на вселената и извиква духа на света, на безкрайността и на абсолюта.
Това взаимодействие между музикалния и литературния Романтизъм продължава до средата на 19 век, когато Вагнер заклеймява и омаловажава музиката на Джакомо Майербер и Ектор Берлиоз като „неоромантична“. Едва към края на века новата наука музикология прави опит за по-научна периодизация на мзуикалната история и предлага разграничение между Виенската класика и Романтизма. Ключова фигура в тази насока е Гуидо Адлер, който смята Бетховен и Франц Шуберт за междиини класически композитори, а Романтизмът според Адлер достига своята зрялост в поколението композитори след Бетховен – Фредерик Шопен, Роберт Шуман, Берлиоз и Ференц Лист. От гледната точка на Адлер, композиторите от Новата немска школа и различни национални композитори от края на 19 век не са романтици, а „модерни“ или „реалисти“ (по аналогия с живописна и литературата) и този възглед доминира до първите десетилетия на 20 век.
До втората четвърт на 20 век се осъзнават радикалните промени в музикалния синтаксис от началото на 1900-те и това причинява нова промяна в историческата гледна точка и на настъпването на новия век започва да се гледа като на окончателно скъсване с музиката на миналото. Това кара историци като Алфред Айнщайн да разширят границите на романтичната епоха до края на 19-и и началото на 20 век. Това мнение все още се поддържа в някои справочници, но то съвсем не е безспорно. Например известният немски музиколог Фридрих Блум възприема ранната позиция, че Класицизмът и Романтизмът заедно представляват един период, започващ от средата на 18 век и продължаващ до 20 век, до годините преди Втората световна война, когато се развива в Експресионизъм и Неокласицизъм. Това е отразено в някои по-нови трудове.
- Ференц Лист, 1847
- „Портрет на Фредерик Шопен“ (1838), Йожен Дьолакроа
- „Портрет на Джузепе Верди“ (1886), Джовани Болдини
- Роберт Шуман, 1839
- Ектор Берлиоз, 1850
- Рихард Вагнер, c. 1870s
- Джакомо Майербер, 1847
- Феликс Менделсон Бартолди, 1839
- Пьотр Илич Чайковски, 1893

В съвременната музикална култура, романтичният музикант има обществена кариера, зависеща от чувствителната аудитория на средната класа, а не толкова от изтъкнат патрон, както е при по-ранните музиканти и композитори. Общественият образ, характеризиращ новото поколение виртуози, които си проправят път като солисти, се олицетворява концертните пътувания на Паганини и Лист, а диригентът започва да се установява като важна фигура, от чиито умения за интерпретация зависи музиката.

## Романтизмът извън изкуството
Романтичното движение повлиява на интелектуалния живот в много аспекти и Романтизмът и науката имат силна връзка, особено в периода 1800 – 40. Много учени са повлияни от немската школа на естествената философия и нейните представители Фихте, Шелинг, Хегел и др. и без да изоставят емпиризма, започват да търсят решения на въпросите, които поставя това, което те наричат единна и органична Природа. Хъмфри Дейви, който е и виден романтик, казва, че разбирането на природата изисква „отношение на възхищение, любов и боготворене,... личен отклик.“ Той вярва, че знанието е постижимо само за тези, които искрено оценяват и уважават природата. Самоосъзнаването е важен аспект на Романтизма. По-малко свързано е с доказване на това, че човек е способен да разбере природата и да я контролира, от колкото с емоционалния призив за обединение между човек и природа и разбирането ѝ чрез хармонично съжителство.
Историята е много силно повлияна, според някои вредно, от Романтизма. Томас Карлайл, който е високо ценен есеист, се обръща към историята и създава и онагледява термина „култ към героя“ (hero-worship) и отприщва вълна на безкритична възхвала към силните лидери като Оливър Кромуел, Фридрих Велики и Наполеон. Романтичният национализъм има силно негативен ефект върху историографията през 19 век, тъй като всяка нация създава своя версия за историята и критичното отношение, дори и цинизма, на ранните историци често е заменяно от тенденция за създаване на романтично истории с ясно отличими герои и злодеи. Националистичната идеология през този период набляга на расовото наследство и древността на народите. Забелязва се и тенденция за широко преекспониране на континюитета между предишни периоди и настоящето, което води до национален мистицизъм. Много от усилията на историците през 20 век са посветени на борбата с историческите митове, съзададени през 19 век.
За да отдели теологията от редукционизма в науката, следпросвещенските немски теолози поемат в нова насока, водени от Фридрих Шлайермахер и Албрехт Ришл.

## Романтичен национализъм
Една от ключовите идеи на Романтизма и едно от най-трайните наследства от него е изтъкването на национализма, което става централна тема в романтичното изкуство и политическа философия. От самото си зараждане, за движението са характерни наблягането върху развиването на националните езици и фолклор и важността на местните обичаи и традиции. Така ще бъде преначертана картата на Европа и ще се стигне до призиви за самоопределяне на националността.
Ранният романтичен национализъм е силно вдъхновен от Русо и от идеите на Йохан Готфрид фон Хердер, който през 1784 изказва мнението, че географията формира естествената икономика на народите и оформя техните обичаи и общества.
Природата на национализма се променя драматично след Френската революция и възхода на Наполеон. Наполеоновият национализъм и републиканизъм са първоначално вдъхновение за движението в други страни; самоопределянето и съзнанието за национално единство са смятани за две от причините Франция да може да победи останалите страни на бойното поле. Но след като Първата френска република се превръща в Наполеоновата империя, Наполеон се превръща от вдъхновение за национализма в обект на неговата борба. В Прусия развиването на духовното обновяване води до Наполеонови войни|сблъсъци с Наполеон и се поддържа от Фихте и други. Думата Volkstum (националност, етнос) се превръща в Германия в част от съпротивата срещу Наполеон. Фихте изразява единството на езика и нацията в адреса си „Към германския народ“ през 1806:
Тези, които говорят един език са обединени от множество невидими връзки от самата природа, много преди да се появи човешкото изкуство; те се разбират едни други и имат силата да продължават да се разбират все по-ясно; те си принадлежат и са по природа едно неразделимо цяло. ...Само когато всеки народ, оставен на самия себе си, развива и формира себе си съобразно собствените си специфични качества, и само когато всеки човек, всеки индивид развива себе си съобразно общото качество, както и съобразно със собствената си специфика – тогава и само тогава се открива проявлението на божествеността в истинския си вид, в който трябва да бъде.
Този националистичен възглед вдъхновява фолклорни сбърки като тези на братя Грим, възражда старите национални епоси и създава нови такива, по подобие на старите като например финландския „Калевала“ или „Осиан“, които претендират, че са създадени в древността. Мнението, според което приказките, освен ако не са заразени от външни литературни източници, са запазени в продължение на хиляди години не е изключително за Романтичния национализъм, но добре пасва на тези възгледи. Например, братя Грим отхвърлят много приказки, които са събрали, заради подобието им с приказки на Шарл Перо, които те не смятат за напълно немски приказки. Спящата красавица оцелява в техните сбирки, заради приказката за Брунхилда, които ги убеждава, че фигурата на спящата принцеса е автентична немска приказка.
Романтизмът изиграва важна роля в националното пробуждане на много народи от Централна Европа, които нямат свои национални държави. Това е силно забележимо в Полша, която скоро е изгубила независимостта си, когато Николай I смазва Ноемврийските бунтове. Възраждането и реинтерпретацията на древни митове, обичаи и традиции от романтичните поети и художници помага за отделяне на националната им идентичност от тази на доминиращата нация и изкристализира в митографията на Романтичния национализъм. Патриотизмът, национализмът, революцията и въоръжените борби за независимост също са популярни теми в изкуството от този период. Най-отличителният романтичен поет от тази част на Европа е Адам Мицкевич, който развива идеята, че Полша е Месията на нациите и ѝ е предопределено да страда както е страдал Исус, за да спаси всички народи.

## Галерия

### Ранен Романтизъм от 18 век
- „Корабокрушение“ (1772), Клод Жозеф Верне
- „Пещера през сутринта“ (1774), Джоузеф Райт, Колеж Смит, Нортхамптън (Масачузетс)
- „Кошмарът“ (1781), Анри Фусели
- „Коулбрукдейл през нощта“ (1801), Филип Джеймс де Лутербург

### Френска романтична живопис
- „Хусар в атака“ (ок. 1812), Теодор Жерико
- „Смъртта на Леонардо да Винчи“ (1818), Жан Огюст Доминик Енгър one of his Troubadour style works
- „Сблъсък на мавритански конници“ (1843 – 44), Йожен Дьолакроа
- „Годеницата от Абидос“, Йожен Дьолакроа; Вдъхновена от поема на Байрон

### Английска романтична живопис
- „Скалата при Гордейл“ (1814 – 15), Джеймс Уорд
- „Каруца със сено“ (1821), Джон Констабъл
- „Изгарянето на Камарите на лордовете и общините“ (1835), Джоузеф Търнър
- „Унищожаването на Содом и Гомор“ (1852), Джон Мартин

### Романтична живопис в други страни
- „Водопади в Субиако“ (1812 – 13), Йозеф Антон Кох
- „Изригването на Везувий“ (1826), Юхан Дал
- „Последният ден на Помпей“ (1833), Карл Брюлов, Държавен руски музей
- „Тихият океан“ (1898), Исак Левитан, Държавен руски музей
- „Зимен следобед“ (1847), Ханс Гуде
- „Постош по здрач“ (1860), Фредерик Едуин Чърч
- „Връх Лендър, Скалистите планини“ (1863), Алберт Бийрщат, Музей на изкуството „Метрополитън“
- „Изгрев над морето“ (1822), Каспар Давид Фридрих

## Изразни средства
- Пейзаж (пресъздава душевните състояния на героя);
- Романтична ирония (поражда се несъответствие между порив и действителност);
- Романтична гротеска (грозното се съчетава с красивото – Квазимодо).

## Романтични автори
- Джейн Остин
- Джоана Бейли
- Анна Летиция Барбауд
- Уилям Блейк
- Робърт Бърнс
- Ан Бронте
- Емили Бронте
- Шарлот Бронте
- Джордж Байрон
- Томас Карлайл
- Франсоа Рене дьо Шатобриан
- Самюъл Тейлър Колридж
- Мария Еджуърт
- Ралф Уолдо Емерсън
- Хосе де Еспронседа
- Александър Фредро
- Уилям Годуин
- Йохан Волфганг фон Гьоте
- Натаниел Хоторн
- Уилям Хазлит
- Хайнрих Хайне
- Джеймс Хог
- Виктор Юго
- Джеймс Хенри Лий Хънт
- Елизабет Инчбалд
- Уошингтън Ървинг
- Джон Кийтс
- Зигмунт Крашински
- Чарлс Лам
- Михаил Лермонтов
- Херман Мелвил
- Адам Мицкевич
- Хана Мор
- Циприан Норвид
- Адам Готлоб Йоленшлегер
- Едгар Алън По
- Александър Пушкин
- Жорж Санд
- Фридрих Шлайермахер
- Уолтър Скот
- Юлиуш Словацки
- Мери Шели
- Пърси Биш Шели
- Ерик Юан Стагнелиус
- Стендал
- Хенри Дейвид Торо
- Мери Уолстънкрафт
- Уилям Уърдсуърт

### Свързани термини
- Хумболтова наука
- Национализъм
- Сантиментализъм
- Трансцендентализъм

### Противоположни теми
- Неокласицизъм
- Позитивизъм
- Рационализъм
- Реализъм
- Академия
- Просвещение
- Утилитаризъм

### Свързани теми
- Мрачен романтизъм
- Народно творчество
- Готически роман
- Неоромантизъм
- Постромантизъм
- Романтичен герой
- Романтичен реализъм
- Романтизмът в науката
- Ултра романтизъм

### Свързани движения
- Дюселдорфска художествена академия
- Германски романтизъм
- Хъдсън ривър
- Списък с художници от Хъдсън ривър
- Назарени
- Прерафаелити
- Бурни устреми
- Норвежки романтичен национализъм
- Декадентство
- Маринизъм